# Bantorf
Bantorf (niederdeutsch Bandärp) ist ein Stadtteil der Stadt Barsinghausen am Rande der Region Hannover in Niedersachsen.

## Geografie

### Lage
Südlich von Bantorf befindet sich der Deister, der innerhalb von wenigen Minuten erreicht werden kann. Nachbardörfer von Bantorf sind Hohenbostel, Winninghausen und Wichtringhausen zur östlichen Seite und Waltringhausen und Bad Nenndorf zur westlichen Seite.

### Ortsgliederung
Das Dorf gliedert sich in zwei Teile. Der obere (südliche) Teil zeichnet sich durch Wohnsiedlungen aus, die teils schon sehr lange bestehen und teils noch gebaut werden. Der untere (nördliche) Teil ist eher vom Gewerbe geprägt. Neben Gaststätten und Hotels befinden sich dort auch zwei Tankstellen und eine große Logistikfirma. Im unteren Teil befindet sich ebenfalls der S-Bahnhof.

## Geschichte

### Vorgeschichte
Bei Bantorf bestand in vorgeschichtlicher Zeit eine eisenzeitliche Siedlung. Sie wurde bei der Vergrößerung des Gewerbegebietes Bantorf-Nord an der BAB 2 im Jahre 2011 entdeckt. Eine Ausgrabung ergab, das zu ihr mehrschiffige Häuser sowie Grubenhäuser und Pfosten-Speicher gehörten. In Vorrats- und Abfallgruben wurde in großer Menge gut erhaltene Keramik ausgegraben. Das Fehlen von Metallgegenständen sowie die Fundsituationen ließen darauf schließen, dass die Siedlung etwa im 1. Jahrhundert aufgegeben und verlagert worden ist. Sie konnte nicht vollständig erforscht worden, da sie sich auf einem Gelände fortsetzt, das bereits vor Jahren mit einem großen Gebäudekomplex überbaut worden ist. Die Fundstücke wurden im September 2012 als Ausstellung im Rathaus in Barsinghausen präsentiert.

### Mittelalter
Bantorf ist aus den drei Siedlungen Bantorf, Ebbinghausen und Luttringhausen entstanden. Bantorf wurde 1226 erstmals urkundlich genannt, als der sächsische Herzog Heinrich von Sachsen dem Kloster Mariensee Güter in der Siedlung, die damals Bodindorp hieß, schenkte. Der Ortsnamensteil Bodin geht auf eine Person Bodo zurück, so dass mit dem Ortsnamen ausgedrückt wurde, das in dem Dorf (-dorp) die Sippe des Bodo lebt. Ebbingehusen wurde 1216 erstmals in einer Urkunde von Papst Innozenz III. genannt. Luttringhausen wurde erstmals im Lehnsregister des Luthard von Meinersen um 1226 erwähnt. Die landwirtschaftlich geprägten Siedlungen bestanden bis etwa zum Jahr 1700 selbstständig und wurden dann gemeinsam verwaltet.

### Neuzeit
Anfang des 19. Jahrhunderts lebten etwa 300 Personen in Bantorf. Als Mitte des 19. Jahrhunderts der Steinkohle-Bergbau im Deister und in Bantorf 1867 das Schachtgebäude der Zeche Antonie erbaut wurde, verdoppelte sich die Einwohnerzahl auf 750 Personen im Jahre 1905. Unter den Bewohnern waren 500 Bergleute. 1928 kam der Bergbau zum Erliegen und die entstandenen Bergwerksanlagen, wie der Schornstein, Bahngleise und die Halde verschwanden bis 1938. Das Abbruchmaterial wurde als Unterbau für die Autobahn, heute BAB 2, verwendet. Im August 2013 wurden die ehemalige Waschkaue und das Knappenheim abgerissen. Das Zechengebäude blieb erhalten und wurde zu Wohnungen umgebaut.

## Politik

### Stadtrat und Bürgermeister
Bantorf wird auf kommunaler Ebene von dem Rat der Stadt Barsinghausen vertreten.

### Wappen
Der Entwurf des Kommunalwappens von Bantorf stammt von dem Heraldiker und Grafiker Alfred Brecht, der zahlreiche Wappen in der Region Hannover erschaffen hat. Die Genehmigung des Wappens wurde am 12. März 1964 durch den Regierungspräsidenten in Hannover erteilt.
| Wappen von Bantorf | Blasonierung: „In Gold ein bis ins Schildhaupt ragender, grüner Berg, belegt mit einem von Schildrand zu Schildrand reichenden, goldenen „Sluchter“, unterbrochen von einer Wegsperre mit eingelassenem Zapfpfosten, darüber in der Bergspitze drei silberne Findlinge 1 : 2.“ |
| Wappen von Bantorf | Wappenbegründung: Der Berg im Wappen weist auf die Bantorfer Höhe des Deisters hin, die drei Findlinge sollen die drei frühen Siedlungen symbolisieren, ebenso den Thieplatz und die Bantorfer Steinbrüche. Die Wegsperre versinnbildlicht am knappsten den bei Bantorf nachgewiesenen Posten, Wackerhagenort genannt, weist auch auf das Zollhaus am alten Helwege und die Grenzlage im Marstemgau mit den frühen Befestigungsanlagen gegenüber der Bückethaler Landwehr hin. Die Farben Gold und Grün werden dem Ort der „Börde“ gerecht, dessen vorherrschender bäuerlicher Charakter die Wohngebiete der hier sesshaft gewordenen Bergleute harmonisch einbezieht. |

## Kultur und Sehenswürdigkeiten

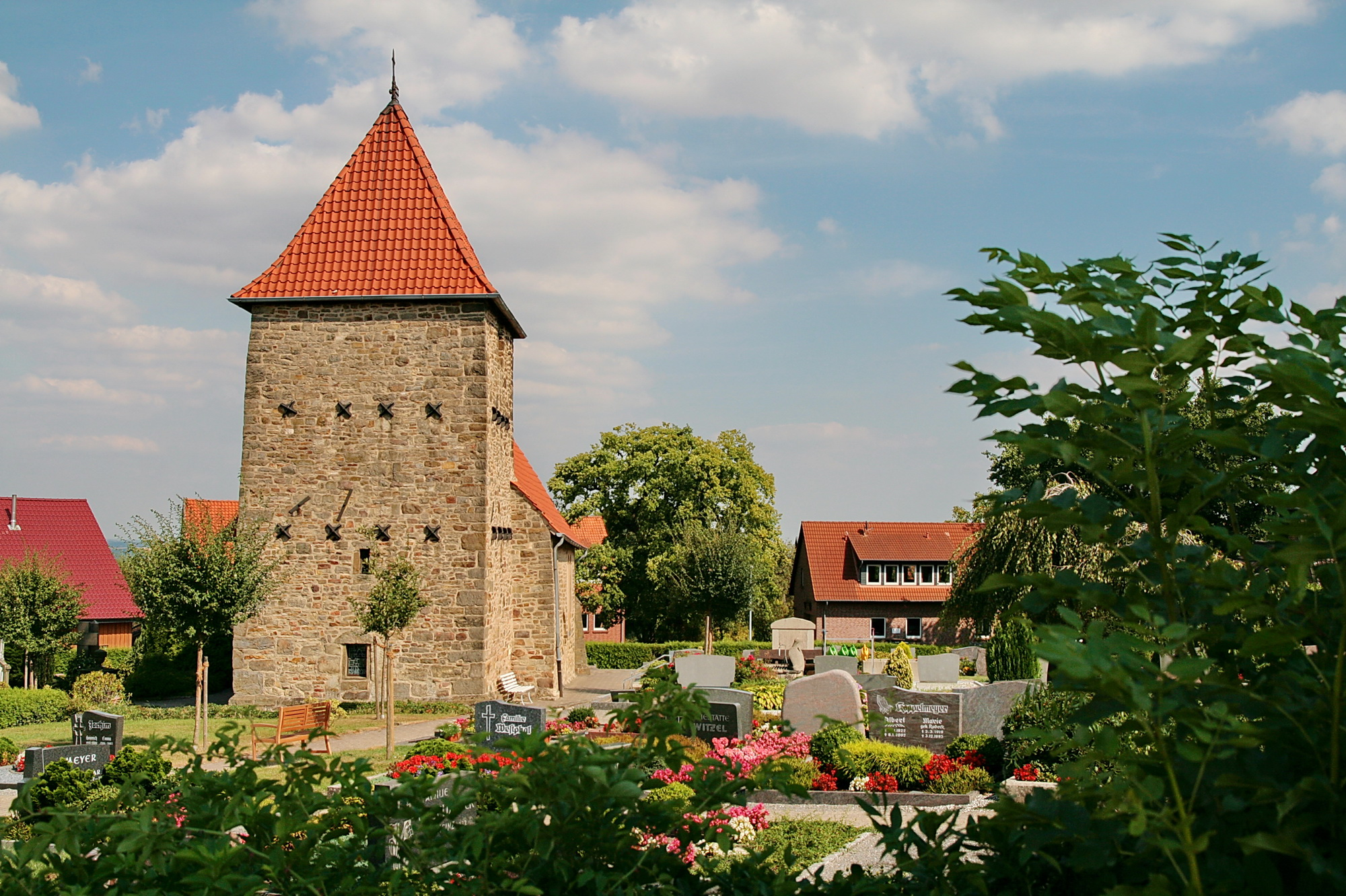
Kirche von Bantorf

Am oberen Rand des Dorfes befindet sich die St.-Alexandri-Kirche. Sie stammt im Ursprung aus dem 12. Jahrhundert, Mauerreste auf der Südseite der Kirche belegen das. Der heutige Bau ist im Wesentlichen aus dem 13. Jahrhundert. Die Kirche ist ausgestattet mit einer Furtwängler-Orgel von 1872, die von Jörg Bente überholt wurde. Die Kirchengemeinde gehört zum Kirchenkreis Ronnenberg. Es findet regelmäßig sonntäglicher Gottesdienst statt.
Baudenkmäler
siehe Liste der Baudenkmale in Bantorf

## Wirtschaft und Infrastruktur

### Verkehr
In Bantorf gibt es eine S-Bahn-Anbindung an der Deisterbahn in Richtung Hannover und Haste sowie eine Busanbindung nach Barsinghausen, Empelde und Bad Nenndorf.
| Linie | Verlauf | Takt   |
| ----- | --- | ------ |
| S 1   | Minden (Westf) – Bückeburg – Kirchhorsten – Stadthagen – Lindhorst (Schaumb-Lippe) – Haste (Han) – Wunstorf – Dedensen-Gümmer – Seelze – Letter – Hannover-Leinhausen – Hannover-Nordstadt – Hannover Hbf – Hannover Bismarckstraße – Hannover-Linden/Fischerhof – Hannover-Bornum – Empelde – Ronnenberg – Weetzen – Lemmie – Wennigsen (Deister) – Egestorf (Deister) – Kirchdorf (Deister) – Barsinghausen – Winninghausen – Bantorf – Bad Nenndorf – Haste (Han) Stand: Fahrplanwechsel Juni 2022 | 60 min |
| S 2   | Nienburg (Weser) – Linsburg – Hagen (Han) – Eilvese – Neustadt am Rübenberge – Poggenhagen – Wunstorf – Dedensen-Gümmer – Seelze – Letter – Hannover-Leinhausen – Hannover-Nordstadt – Hannover Hbf – Hannover Bismarckstraße – Hannover-Linden/Fischerhof – Hannover-Bornum – Empelde – Ronnenberg – Weetzen – Lemmie – Wennigsen (Deister) – Egestorf (Deister) – Kirchdorf (Deister) – Barsinghausen – Winninghausen – Bantorf – Bad Nenndorf – Haste (Han) Stand: Fahrplanwechsel Juni 2022       | 60 min |

Des Weiteren liegt Bantorf an der Bundesautobahn 2 und an der Bundesstraße 65.

### Bildung
In Bantorf existierte (bis Juli 2015) als Außenstelle der Wilhelm-Busch-Schule in Hohenbostel eine Grundschule, die nur über eine Klasse pro Jahrgangsstufe verfügte. Ihre Existenz ging auf das Engagement der Bürger der Gemeinde zurück. Die Schule teilte sich mit der Grundschule in Hohenbostel die Sporthalle. Außerdem gibt es im Ort einen Kindergarten.